# Liste der denkmalgeschützten Objekte in Bad Traunstein
Die Liste der denkmalgeschützten Objekte in Bad Traunstein enthält die denkmalgeschützten, unbeweglichen Objekte der Gemeinde Bad Traunstein.

## Denkmäler
| Foto |                 | Denkmal                                                      | Standort                                     | Beschreibung | Metadaten |
| ---- | --------------- | ------------------------------------------------------------ | -------------------------------------------- | --- | --- |
| ja   | Datei hochladen | Ortskapelle Spielberg HERIS-ID: 50598 Objekt-ID: 55717       | gegenüber Spielberg 3 Standort KG: Spielberg | Die Ortskapelle von Spielberg ist ein schlichter Bau mit dreiseitigem Schluss und einem verschindelten Dachreiter mit Zwiebelhelm, bezeichnet mit 1761. Sie verfügt über Silhouettenpilaster und eine Figurennische mit Muscheldekor über dem Portal. Der Innenraum hat eine Holzdecke. Zur Ausstattung zählen die Figuren hl. Georg aus dem späten 15. Jahrhundert, Gottvater aus der ersten Hälfte des 18. Jahrhunderts und Maria mit Kind aus der Zeit um 1900. | BDA-Hist.: Q38041103 Status: § 2a Stand der BDA-Liste: 2025-06-30 Name: Ortskapelle Spielberg GstNr.: .12                                              |
| ja   | Datei hochladen | Kath. Pfarrkirche hl. Georg HERIS-ID: 50733 Objekt-ID: 55989 | Oberer Markt 1 Standort KG: Traunstein       | Die Pfarrkirche hl. Georg wurde 1959–1962 von Ladislaus Hruska unter Verwendung älterer Bauteile errichtet. Sie beherbergt unter anderem Figuren vom ehemaligen Hochaltar aus der Zeit um 1738. Die Orgel stammt aus der Werkstatt von Gregor Hradetzky und wurde 1965 errichtet; sie verfügt über 15 Register auf zwei Manualen. | BDA-Hist.: Q28555498 Status: § 2a Stand der BDA-Liste: 2025-06-30 Name: Kath. Pfarrkirche hl. Georg GstNr.: .24 Pfarrkirche St. Georg (Bad Traunstein) |
| ja   | Datei hochladen | Bildstock HERIS-ID: 63364 Objekt-ID: 76000 marterl.at: 16665 | vor Oberer Markt 5 Standort KG: Traunstein   | Am Marktplatz steht ein Tabernakelpfeiler aus der ersten Hälfte des 17. Jahrhunderts. | BDA-Hist.: Q38103008 Status: § 2a Stand der BDA-Liste: 2025-06-30 Name: Bildstock GstNr.: 933/1                                                        |
| ja   | Datei hochladen | Schrotmühle/Windmühle HERIS-ID: 32773 Objekt-ID: 29941       | bei Windmühlweg 15 Standort KG: Traunstein   | Die Windmühle in schlichter Holzständerbauweise wurde nach 1920 errichtet. | BDA-Hist.: Q37949211 Status: Bescheid Stand der BDA-Liste: 2025-06-30 Name: Schrotmühle/Windmühle GstNr.: 117/2 Windmühle Bad Traunstein               |